# Dólar sierraleonés
El dólar sierraleonés fue una moneda de curso legal, emitida por el gobierno británico de Sierra Leona entre 1791 y 1805. El dólar estaba subdividido en 100 centavos. 

## Denominaciones

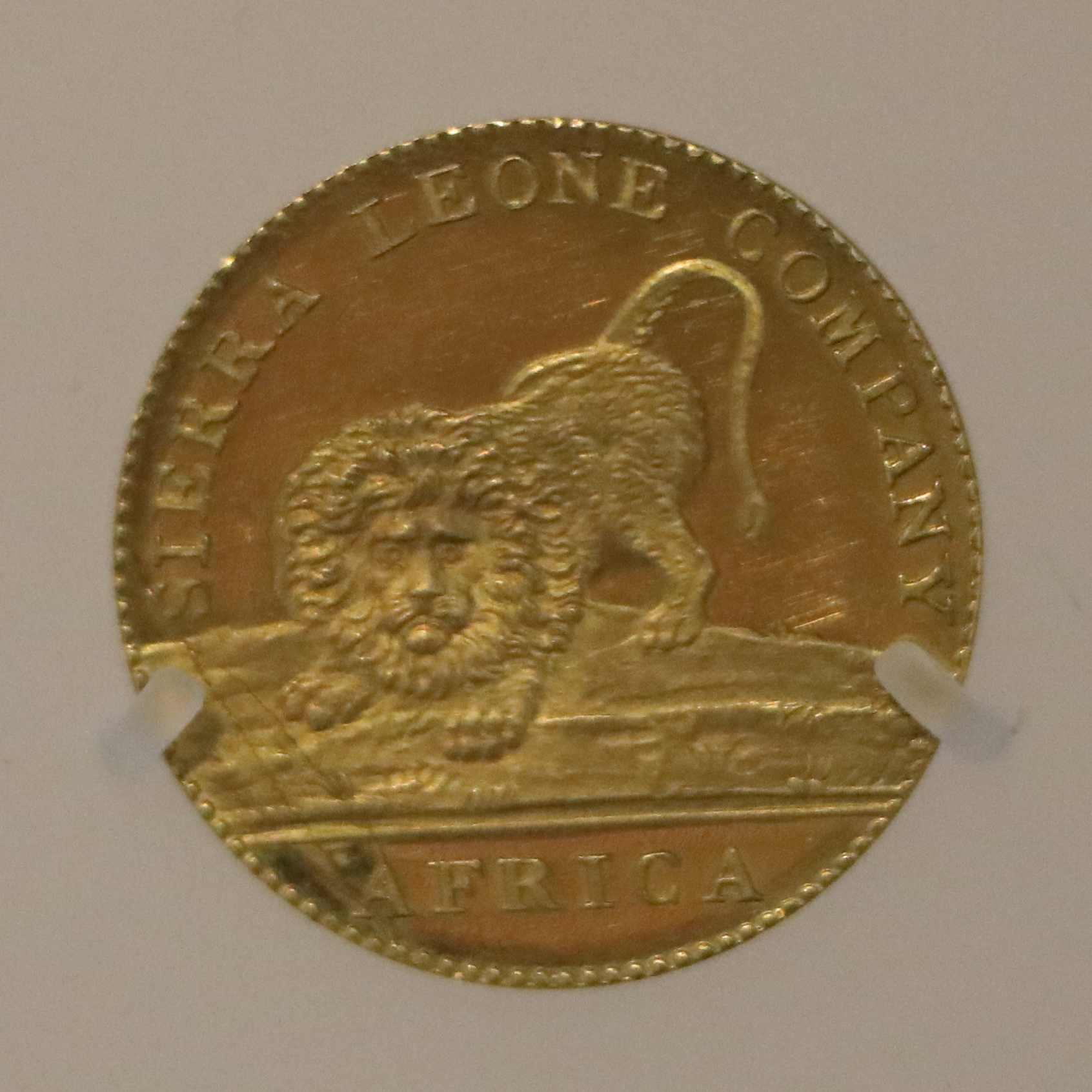
Moneda de 20 centavos.

Las monedas fueron emitidas en las siguientes denominaciones: 1, 10, 20 (o un chelín), 50 centavos y 1 dólar. Todas las monedas, a excepción de la moneda de 1 centavo, estaban hechas en su totalidad, de plata pura.

## Controversia
Al que la libra esterlina, el dólar sierraleonés tenía determinados nombres para algunos tipos de monedas (ej. 20 centavos, se le conocía era un chelín), lo que causaba confusión a quienes comerciaban con ella, debido a que el sistema decimal monetario, era prácticamente desconocido en ese entonces y por ende se le podía confundir con el dúodecimal (en el cual 1 unidad monetaria común está compuesta de 240 centavos o unidades más pequeñas). Desde su comienzo, poseyo un cepo con la libra para hacer su valor más identificable. 

## Equivalencia
1 dólar equivalía a 4 chelines y dos centavos (lo que sería equivalente a 50 peñiques, y a la fecha de febrero de 2020, 1 dólar sería equivalente a entre £18.25 y £31.87 de la actualidad)

## Fin de su existencia
La compañía productora, la Sierra Leonean Company, cesó la emisión de las monedas en el año 1805, en pos de la introducción de la libra esterlina, que continuó como la moneda oficial del país hasta el año 1912.